# Reason工作室

标识（1994-2019）

Reason工作室（前身为Propellerhead软件）是一个音乐软件公司，公司位于瑞典的斯德哥尔摩，成立于1994年。Reason是其开发的一款虚拟音乐工作站软件产品。

## 发展历史
Propellerhead软件公司由恩斯特·纳瑟斯特·伯斯，马库斯·泽特奎斯特和彼得·朱贝尔于1994年创立，他们现在仍然在公司中担任重要职务。他们开发的第一款产品是采样循环编辑器ReCycle，可以在不影响音高的情况下更改采样的节拍。以Propellerhead自己开发的REX格式作为音频导出媒介。斯坦伯格公司将ReCycle作为其旗下软件Cubase的伴侣软件共同推向市场，因为它能让音乐人们用一种简单的方法来控制采样循环乐段的节拍和定时。
1997年，Propellhead公司推出了ReBirth RB-338，一款可编程的以步进为基础的音序器，这款产品模拟了通常用来制作高科技舞曲的乐兰乐器：TB-303低音线合成器，TR-808和TR-909鼓机。它被誉为是在质量不可靠的老旧硬件设备中人们能负担得起的最佳选择。乐兰公司要求Propellhead在ReBirth产品包装和开机初始界面上添加对他们的致谢词；这样的非官方赞助有力推广了Propellhead品牌，从那以后他们一直保持着与乐兰的紧密关系。
ReWire是由Propellerhead和斯坦伯格共同开发的，用于后者的音序器软件Cubase，并于1998年发售，为Cubase和ReBirth之间的虚拟音频和音频同步提供连接方案。在1999年1月，这个连接方案开源给第三方通用，且无需任何认证费用，以让不同的音序器互通。
Propellerhead很快将重心转移到了新产品Reason的开发上，并于2000年发行，并获得了奖项。Reason是对音乐工作室的一个完整的模拟软件，包括虚拟线缆，并模拟了一个减法合成器，采样器和鼓机，还附带一个REX格式的循环乐段播放器，一个样式步进音序器和多个效果器。Reason是一个用于音符和自动化的简单音序器，且允许一台计算机能够添加尽可能多的设备，这让它更具有吸引力。另外，Reason可以普遍在各种不同配置的电脑上运行，定价在市场上也特别有竞争力。
2009年5月，Propellerhead发布了一款专门为录音，编曲和混音开发的新产品，Record这款产品随Reason的生产线开发并继承其模拟硬件和机架的传统。
Record模拟了一个拥有一台混音工作桌，一台具备虚拟乐器和效果器的机架和音频音序器（类似于传统的MIDI音序）的录音棚。它也可以和Reason一起使用；如果一台已经安装了Reason的电脑安装了Record，Reason的模块合成器也可以在Record中使用。
Record在2009年9月9日发布，因其稳定性，与Reason的无缝衔接及其声音质量广受美誉，同时也获得了大量奖项，包括未来之音白金奖，电脑音乐制作人选择奖和表演奖和音乐科技卓越奖。
在2010年4月，Propellerhead发布了他们的首个移动应用：一款ReBirth RB-338软件的重制版，运行在苹果iPhone，iPod Touch和iPad上。这款应用是和回音工作室一起开发的，可以和原始设备百分百兼容运行，并添加了缩放和声相控制，以及与其他iPhone用户共享歌曲文件的功能。
2011年7月，Propellerhead公布了Reason第6个版本的开发计划，包含Record 1.5的所有功能，这让Propellerhead可以停止开发Record并制作两个不同版本的Reason。
2012年3月，Propellerhead发布了机架扩展包和机架扩展商店，一个允许第三方开发者使用他们自己在Reason中的乐器和效果设备的软件架构。这个技术是Reason 6.5的一个免费更新内容。机架扩展将会在一个类似于苹果公司在十分流行的iOS平台上售卖应用的应用商店上出售。开发者们在Propellerhead软件授权下可以免费使用他们自己的DSP和现有的代码去开发可在Reason中使用的乐器和效果器。成功购买机架扩展后，扩展会在Reason中作为原生乐器或效果模块出现并且不具备Reason在其本机乐器和效果设备中提供的所有功能。
2017年4月，Propellerhead公布了从Reason 9.5开始将对VST插件进行支持的开发计划。

### 命名
propellerhead这个名字字面意思为螺旋桨头，是一个源自贬低科幻小说迷和其他技术爱好者的贬义词，这些人被刻画为戴着带有螺旋桨的无檐小便帽的人。这个公司与英国的大型音乐合奏团propellerhead无关。
2019年8月26日，Propellerhead宣布他们会改名为Reason工作室，一个与旗下核心产品Reason更有关联的名字。

## 应用互联网
从一开始，Propellerhead就将互联网用作营销工具和确保他们可以与用户群进行交流的方法。ReBirth的一个先行版于1996年12月在Propellerhead官网免费发布共用户下载，公司甚至在互联网上搜索TB-303活跃用户并向发送邮件邀请他们试用这款新软件。
用户网络论坛一直活跃在Propellerhead社区的最前沿，许多员工每天都会参与进来。用户可以直接向开发者提出要求和建议，这使得第一个可下载的ReBirth更新在1997年得以诞生。现在，Propellerhead软件的注册用户仍然可以下载更新和许多额外的在线内容。因为论坛软件的安全问题，论坛在2013年11月被无限期地关停了。12月7日论坛重启，并划分了四个新的论坛讨论区：新手区，高级用户区，机架扩展区和音乐发布区。
Propellerhead软件在2014年1月16日宣布他们会关闭运营了15年的Reason社区网络论坛，并将与网络客户的互动转移到向社交媒体上来。这个全新的由Reason用户自己而不是Propellerhead运营的非官方论坛称作Reason Talk。虽然这是一个独立论坛，但是一些Propellerhead员工也会在上面发帖，这个论坛还托管了Reason为其第9版本运营的官方测试版论坛。

## 目前产品
- Reason
- Reason Essentials/Intro/Lite - Reason的内容较少的入门版本
- Reason Suite - 完整Reason套件外加来自Reason工作室的全部机架套装，自版本11起可用
- ReCycle
- Reason Adapted - 作为各种软件包的一部分分发的Reason精简版
- Figure - 利用部分来自Reason的索尔合成器和箜鼓机技术的一款iOS应用，用户可以通过在触屏设备上绘制图形来制作较短的循环乐句
- Rebirth for iOS - 一款几乎拥有现在已停止开发的ReBirth RB-338桌面版所有功能的iOS应用
- Reason Compact - 一款集成部分来自Reason设备的iOS应用，最值的关注的设备是欧罗巴合成器
- Take - 一款记录歌曲灵感的iOS应用
- Thor - 一款在Reason 4发布的强大合成器的iOS版本应用

### 机架扩展
- A-List Acoustic Guitarist
- A-list Classic Drummer
- A-list Power Drummer
- A-list Studio Drummer
- Beat Map Algorhythmic Drummer
- Complex-1 modular synthesizer
- Drum Sequencer
- Fingerpicking Nylon A-list Acoustic Guitarist
- Friktion Modeled Strings
- Layers
- Layers Wave Edition
- Parsec
- Polar
- PolyStep Sequencer
- Pop Chords A-list Electric Guitarist
- Power Chords A-list Electric Guitarist
- Processed Pianos
- PX7 FM Synthesizer
- Quad Note Generator
- Radical Keys
- Reason Drum Kits
- Reason Electric Bass
- Rotor
- Scenic Hybrid Instrument
- Umpf Club Drums
- Umpf Retro Beats

### 现在包含在Reason中的机架扩展
- Audiomatic Retro Transformer(Reason 9)
- Pulsar - Dual LFO (Reason 9)
- Radical Piano (Reason 10及以上）
- Synchronous  (Reason 10及以上 )

### 技术
- REX2
- Remote - 一个应用在控制界面和软件应用之间的连接的协议，首次集成在Reason 3中
- Rack Extensions - 一个软件平台，允许第三方公司开发的在Reason中使用的乐器和效果器在其上使用

### Reason ReFills
ReFills将声音，设置和乐器配置压缩为单个文件，是将其他声音大量导入Reason的唯一方法。
- Reason Pianos
- Reason Drum Kits
- Reason Soul School
- Reason Electric Bass ReFill
- RDK Vintage Mono ReFill
- ElectroMechanical 2.0 ReFill
- Strings ReFill
- Abbey Road Keyboards - 已停产, 与Abbey Road Studios共同开发

## 停产产品
- ReBirth RB-338 - 现已重新设计为iOS应用
- Record (从版本6开始并入Reason)
- Europa - 一个合成器的VST插件，此合成器在Reason 10中被应用。因为Reason 11可作为独立插件在其他DAW中使用的原因已停产
- ReWire - 自从Reason 11可作为独立插件在其他DAW中使用起停产
- Balance - 一款为Reason平台优化的音频接口

1. ↑  Reason Studios. 2007. Quick Company Facts. Propellerhead Software - A Company on a Mission. Available online:  accessed 23 August 2007.